# Multidentia
Multidentia es un género con nueve especies de plantas fanerógamas perteneciente a la familia de las rubiáceas.
Es nativa de África tropical.

## Especies
- Multidentia castanea (Robyns) Bridson & Verdc. (1987).
- Multidentia concrescens (Bullock) Bridson & Verdc. (1987).
- Multidentia crassa (Hiern) Bridson & Verdc. (1987).
- Multidentia dichrophylla (Mildbr.) Bridson (1987).
- Multidentia exserta Bridson (1987).
- Multidentia fanshawei (Tennant) Bridson (1987).
- Multidentia kingupirensis Bridson (1987).
- Multidentia pobeguinii (Hutch. & Dalziel) Bridson (1987).
- Multidentia sclerocarpa (K.Schum.) Bridson (1987).